# Morgan Reid
Morgan Nicole Reid Allen (sinh ngày Morgan Nicole Reid; 13 tháng 6 năm 1995) là một cựu cầu thủ bóng đá người Mỹ, thi đấu ở vị trí hậu vệ. Cô đã thi đấu trong đội đại học tại Duke University trước khi được đội North Carolina Courage chọn trong vòng tư thứ tại 2018 NWSL College Draft.

## Thời thơ ấu
Reid sinh ra tại Cleveland, Ohio. Cô lớn lên ở Cary, North Carolina và học tại trường trung học tư thục Cardinal Gibbons High School ở Raleigh, North Carolina, thi đấu cả bóng đá và bóng rổ. Cô là một người chiến thắng Letterman trong cả bốn năm và là cầu thủ xuất sắc nhất đội bóng đá hai lần cũng như là điểm bắt đầu của đội bóng rổ. Vào năm 2011, khi còn là sinh viên năm hai, Reid được mời tham gia Trại bóng đá Quốc gia Hoa Kỳ ở California, có cơ hội tham gia Đội tuyển Quốc gia Bóng đá trẻ Hoa Kỳ.
Trong bóng đá, cô dẫn dắt đội của mình đến chức vô địch Quốc gia 2013, ghi bàn vào lưới St. Stephens High School trong trận chung kết. Cô được vinh danh là Cầu thủ xuất sắc nhất của NCSCA và Gatorade Player of the Year cho tiểu bang North Carolina năm 2014, xếp hạng là cầu thủ số 1 trong Khu vực Nam Đại Tây Dương.

### Blue Devils của Duke (2014–17)
Reid học tại Duke University từ năm 2014 đến 2017, nơi cô nhận bằng cử nhân ngành sinh học tiến hóa và là một thành viên tỏa sáng bốn lần trên ACC Honor Roll. Cô là người bắt đầu suốt bốn năm cho đội Duke Blue Devils, tham gia tổng cộng 92 trận. Trong năm cuối cùng, cô giúp đội bóng giành được kỷ lục 18 trận giữ sạch lưới trước khi có thêm một trận trong bán kết College Cup 2017 trước UCLA. Tuy nhiên, Duke bị loại sau loạt đá luân lưu trên luân lưu. Reid đã từng vào tới trận chung kết College Cup vào năm 2015, nhưng cuối cùng thất bại 1–0 trước đội Penn State.

## Sự nghiệp câu lạc bộ

### North Carolina Courage (2018)
Tháng 1 năm 2018, Reid được chọn trong vòng tư thứ (tổng cộng 38) của 2018 NWSL College Draft. Cô không có trận đấu nào tại NWSL cho Courage nhưng đã xuất hiện dự bị trong hai trận giao hữu với các đội French Division 1 Paris Saint-Germain và Olympique Lyon trong khuôn khổ 2018 Women's International Champions Cup. Courage giành chiến thắng trong giải đấu.

## Orlando Pride (2019–20)
Vào ngày 4 tháng 4 năm 2019, Reid đã được giao cho đội Orlando Pride trong trao đổi cho một lựa chọn vòng tư thứ tại 2020 NWSL College Draft. Cô đã có trận ra mắt chuyên nghiệp cạnh tranh vào ngày 11 tháng 5 năm 2019, bắt đầu trong trận đấu với Portland Thorns FC. Cô đã được giải nhiệt vào cuối mùa 2020 sau khi vắng mặt suốt cả năm do chấn thương và được đưa lên wire tái nhập và sau đó không được chọn.

## Giải nghệ
Tháng 11 năm 2022, Reid tiết lộ cô đã nghỉ hưu do đau hông nặng nề. Sau năm lần bị chẩn đoán sai, cô cuối cùng đã được chẩn đoán có một vết nứt labral đòi hỏi phẫu thuật sau khi thăm một chuyên gia tại Viện Hông Hoa Kỳ ở Chicago.

## Sự nghiệp quốc tế
Reid là thành viên của đội tuyển Nữ dưới 17 tuổi của Hoa Kỳ giành chiến thắng tại Giải vô địch Nữ dưới 17 tuổi CONCACAF 2012. Sau đó, cô là thành viên của đội tuyển tham gia Azerbaijan tại World Cup Nữ dưới 17 tuổi FIFA 2012. Đội không tiến xa từ vòng bảng dựa vào hiệu số bàn thắng, lần đầu tiên một đội bóng bị loại mà không thua trận. Năm 2014, cô được gọi vào trại dưới 20 tuổi bởi Michelle French.

## Đời tư
Reid lớn lên trong một gia đình hướng thể thao. Bố mẹ cô gặp nhau tại Ohio State University vào cuối những năm 80, cha cô là thành viên của đội đấu vật và mẹ cô chơi bóng rổ. Ông nội của cô, George Reid, cũng là một võ sĩ đấu vật nổi tiếng và là một HLV nổi tiếng, đặc biệt là làm HLV trưởng tại University of Georgia. Năm 2010, ông được nhập vào Đại học Danh dự Võ địch Quốc gia. Ba anh em trai của cô, Justin, Jake và Jason, đều chơi bóng rổ, trong khi em gái nhỏ Madison chơi bóng đá và là thành viên của North Carolina Courage Development Academy trước khi cam kết với Clemson vào năm 2020.
Reid bắt đầu hẹn hò với cầu thủ bóng rổ nam đội bóng rổ nam của Duke, Grayson Allen, khi cả hai đều theo học tại Duke. Họ đã đính hôn vào tháng 2 năm 2022 và kết hôn vào ngày 23 tháng 7 năm 2022.

## Danh hiệu
Duke Blue Devils *Atlantic Coast Conference Mùa giải thường lệ: 2017 *Chung kết Giải bóng đá nữ đại học: 2015
North Carolina Courage
Nhà vô địch NWSL: 2018
NWSL Shield: 2018
Women's International Champions Cup: 2018
Hoa Kỳ U17
Giải nữ dưới 17 tuổi CONCACAF: 2012